# Neochera
Neochera là một chi bướm đêm thuộc họ Erebidae.

## Các loài
- Neochera dominia Cramer, 1780
- Neochera inops Walker, 1854
- Neochera marmorea (Walker, 1856)
- Neochera privata Walker, 1862